# Sander (Gattung)
Sander (Syn.: Stizostedion) ist eine Gattung innerhalb der Familie der Echten Barsche. Einige Arten sind wichtige Speisefische.

## Merkmale
Sander sind gestreckte, seitlich wenig abgeflachte Fische, die je nach Art 40 (Wolgazander) bis etwas über 100 Zentimeter (Glasaugenbarsch) Körperlänge und im Falle des Zanders ein Gewicht von bis zu 20 kg erreichen. Sie weisen zwei getrennte Rückenflossen, ein endständiges Maul und über 40 Schuppen entlang des Seitenlinienorgans auf. Die Schwimmblase entwickelt seitlich der Speiseröhre beiderseits einen Fortsatz in Richtung Hinterhaupt und Mittelohr, wodurch der Gehörsinn verbessert wird.

## Arten
Die Gattung umfasst fünf Arten, von denen zwei in Nordamerika (S. canadensis und S. vitreus) und drei in Eurasien (S. lucioperca, S. marinus, und S. volgensis) vorkommen:
- Kanadischer Zander (Sander canadensis)
- Zander (Sander lucioperca)
- Meerzander oder Seezander (Sander marinus)
- Glasaugenbarsch oder Amerikanischer Zander (Sander vitreus)
- Wolgazander, Steinschill oder Berschlik (Sander volgensis)

## Taxonomie
Der frühere Gattungsname Stizostedion Rafinesque, 1820 wurde 1997 von Maurice Kottelat zu Sander (Cuvier) Oken 1817 umbenannt, die Umbenennung wurde vom Committee on Names of Fishes (ein gemeinsames Komitee der American Fisheries Society und der American Society of Ichthyologists and Herpetologists) unterstützt, Die Änderung ist umstritten und wird diskutiert.